# 浅野薫 (アナウンサー)
浅野 薫（あさの かおる、1974年3月13日 - ）は、フリーアナウンサー。元NBS長野放送アナウンサー。

## 来歴・人物
新潟県見附市出身。新潟県立長岡高等学校、明治学院大学卒業。
1996年、長野放送に入社。在職中に結婚し、しばらくアナウンサー活動を続けるが、出産を機に2000年退社。現在はフリーアナウンサーとして、長野県内を中心に活動している。

## 出演番組・活動

### 長野放送在職中
- NBSザ・ヒューマン → NBSスーパーニュース
- やまびこ広場
- 健康ばんざい
- おはようNBS
- FNSの日
第1回全国フリースロー選手権（1996年）に出場し、チームを準優勝に導いた。

### 長野放送退職後フリーになってから
- 「信州夢街道フェスタ」イベント司会（毎年）

ほか

## 現在の出演CM
- ヌーベル梅林堂[2] - 「くるみやまびこ」「諏訪の月」　2009年～

## 関連人物
- 八木忠栄 - 同郷かつ高校の先輩。詩人。
- 高井正憲 - 同郷の先輩かつ誕生日が同じ。元テレビ朝日アナウンサー、サンミュージックプロダクション所属フリーアナウンサー。
- 松永二三男 - 同郷かつ高校の先輩。元日本テレビ放送網アナウンサー、フリーアナウンサー。